# Política de Mónaco

La diputada Karen Aliprendi de Carvalho del Consejo Nacional de Mónaco

Mónaco ha sido gobernado por una monarquía constitucional desde 1911, con el príncipe como jefe de Estado. La rama ejecutiva consiste en un ministro de Estado (jefe de Gobierno), quien preside un gabinete (Consejo de Gobierno) de 4 miembros, aunque el poder ejecutivo recae en última instancia en el príncipe. El ministro del Estado es un ciudadano francés designado por el príncipe, que lo elige entre candidatos propuestos por el gobierno de Francia, que se encarga de los asuntos de defensa y seguridad del principado.
Bajo la constitución de 1962, el príncipe comparte su poder con un parlamento unicameral, el Consejo Nacional. Los 24 miembros del cuerpo legislativo son elegidos por medio de votación directa y democrática, y tienen un período de 5 años. Ellos, cumplen la función de hacer las leyes y reglamentar los decretos reales. Los principales asuntos locales son dirigidos por el Concilio Comunal, el cual se compone de 15 miembros elegidos y presididos por un alcalde. El Concilio Comunal hace las veces de ayuntamiento y cumple la función de hacer las gestiones locales para su desarrollo.